# Monti Santa Catalina
I monti Santa Catalina, comunemente chiamati anche come Catalina Mountains o Catalinas, si trovano a nord e nord-est di Tucson in Arizona, negli Stati Uniti, sul confine nord di Tucson. È la più importante catena montuosa nell'area di Tucson. Il punto più alto delle Catalinas è il monte Lemmon, ad un'altitudine di 2 791 metri sul livello del mare, che riceve 457,2 mm di precipitazioni all'anno.
Originariamente chiamate Babad Do'ag dalla Nazione Tohono O'odham, le Catalinas presero questo nome nel 1697 dal sacerdote gesuita italiano Eusebio Francesco Chini, che le chiamò così in onore di Santa Caterina, patrona della sorella maggiore di Chini.
Le Catalinas fanno parte del Santa Catalina Ranger District, situato nella foresta nazionale di Coronado, e comprendono anche l'area selvaggia del Pusch Ridge. È considerata un importante catena nelle Madrean Sky Islands e delimita parzialmente le catene montuose nel nord-ovest della regione della sky island; le precipitazioni a bassa quota associate alla valle del fiume Santa Cruz si estendono a nord-ovest verso Phoenix.
Il Catalina Sky Survey (CSS), sul monte Lemmon, è un progetto per scoprire comete, asteroidi e oggetti near-Earth (NEO). Più specificamente, il CSS ha come compito la scoperta degli asteroidi potenzialmente pericolosi che possano rappresentare una minaccia di impatto. La sua controparte nell'emisfero meridionale, il Siding Spring Survey (SSS), è stata chiusa nel 2013.
Le Catalinas offrono attività ricreative, con aree come il Sabino Canyon che fornisce acqua per i ruscelli e per le piscine ai visitatori, tramite l'accesso stradale; il Sabino Canyon è anche un centro per l'escursionismo. Il Catalina State Park ai piedi delle colline occidentali delle Catalinas attrae i visitatori per le sue possibilità di fare escursioni e per le piscine nel Romero Canyon. Il villaggio di Summerhaven sul monte Lemmon funge da popolare rifugio estivo dal caldo desertico dell'Arizona. Di particolare interesse anche la Mount Lemmon Ski Valley, in quanto è la destinazione sciistica più meridionale degli Stati Uniti.
Altre catene montuose che circondano la valle di Santa Cruz sono i monti Santa Rita, i monti Rincon, i monti Tucson e i monti Tortolita.